# Избавление от страданий
Искоренение или отмена страданий — концепция использования биотехнологий для достижения постоянного отсутствия боли и страдания у всех разумных существ.

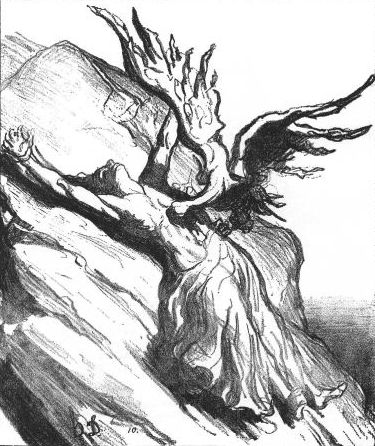
Страдания Прометея

## Биология и медицина
Открытие современной анестезии в XIX веке стало ранним прорывом в устранении боли во время операции, однако такие методы признавали далеко не все. Некоторые медики того времени считали, что анестезия — это искусственное и вредное вмешательство в естественную реакцию организма на травму. Противники анестезии с тех пор исчезли, однако перспектива уничтожения боли вызывает аналогичные опасения по поводу вмешательства в естественные функции жизни..
Люди, от природы неспособные чувствовать боли или неприятных ощущений из-за таких редких состояний, как болевая асимболия или врождённая нечувствительность к боли, были изучены с целью выявления биологических и генетических причин их безболевой жизни. Шотландка с ранее не зарегистрированной генетической мутацией гидролаза амида жирной кислоты псевдогена (получившей название FAAH-OUT) с повышенным уровнем анандамида, в 2019 году было сообщено, что она невосприимчива к тревоге, не способна испытывать страх и нечувствительна к боли. Частые ожоги и порезы, которые она получала из-за полной гипоалгезии, заживали быстрее, чем обычно..
В 1990 году в журнале Medical Hypostheses' была опубликована статья Л. С. Манчини о «генной инженерии мира без боли»:.
Представлена гипотеза о том, что всё, что достижимо с разумом, способным испытывать различные степени удовольствия и боли, может быть достигнуто разумом, способным испытывать лишь только различные степени удовольствия.
Развитие методов редактирования генов, таких как редактирование генов CRISPR, подняло перспективу того, что «учёные смогут определить причины физических сверхспособностей некоторых необычных людей и использовать редактирование генов для наделения ими других» Генетик Джордж Черч высказался о потенциальном будущем замены боли безболезненной сенсорной системой:.
Я могу представить, как это могло бы выглядеть в будущем, и, учитывая это воображаемое будущее, нам следует задаться вопросом, будем ли мы готовы вернуться обратно? Вместо того чтобы заявлять, готовы ли мы идти вперёд, спросите, готовы ли вы вернуться назад.

## Этика и философия
Этики и философы школ гедонизма и утилитаризма, особенно негативного утилитаризма, обсуждали выгоды и достоинства избавления от страданий.
Совершенно очевидным предстаёт нам тот факт, что последний болевой или неприятный опыт возымеет свою дату в истории человечества.
Ник Бостром, директор Института будущего человечества, советует более осторожный подход из-за функции боли защищать человека от потенциального вреда. Однако, Бостром поддерживает основную идею использования биотехнологий для избавления от «огромного количества излишних и незаслуженных страданий»

## Благополучие животных
В 2009 году Адам Шрайвер предложил заменить животных в коммерческом животноводстве на генетически модифицированных животных с пониженной или отсутствующей способностью страдать и чувствовать боль. Шрайвер и МакКонначи утверждали, что люди, желающие улучшить благополучие животных, должны поддерживать изменение генов в дополнение к растительной диете и культивированному мясу..
Катриен Деволдер и Матиас Эггель предложили редактировать гены исследуемых животных, дабы устранить их боль и страдания. Это стало бы промежуточным шагом на пути к окончательному прекращению всех экспериментов на животных и принятию альтернативы..
Что касается страданий диких животных, в качестве экономически эффективного способа распространения доброкачественных аллелей у видов, размножающихся половым путём, были предложены CRISPR-технологии. Дабы задать пределы неограниченному распространению генных накопителей (например, для тестовых программ), группа Sculpting Evolution из MIT Media Lab разработала самоисчерпывающуюся форму генного накопителя на основе CRISPR, названную «daisy-chain drive». По поводу же потенциальных негативных последствий генных накопителей «было предложено и разработано множество генетических механизмов, ограничивающих генные накопители, как, например, синтетическая устойчивость, обратные накопители и иммунизирующие обратные накопители.»